# Myrmarachne foreli
Myrmarachne foreli là một loài nhện trong họ Salticidae.
Loài này thuộc chi Myrmarachne. Myrmarachne foreli được Roger de Lessert miêu tả năm 1925.